# Tresenský potok
Tresenský potok, někdy též Tresný potok či Lamačský, je vodní tok v okresech Blansko a Žďár nad Sázavou, který pramení severně od obce Rovečné, pod nejvyšším vrcholem přírodního  parku Svratecké hornatiny, který se nazývá Horní les (772 m n. m.)

## Průběh toku
Od prameniště (cca 635 m n. m.) teče směrem na jih přes vesnici Rovečné, ve které je částečně veden potrubím. V obci napájí rybník a teče kolem obce Malé Tresné lesem dále na jih, kde se do něj zleva vlévá bezejmenný potok z Velkého Tresného. Společně pokračují dále na jih, kde odvádí vodu z přírodní památky Lhotské jalovce a stěny a spojuje se s malým potokem, na kterém je před soutokem rybníček. Po dosažení obce Lhota u Olešnice, kde se do něj zleva vlévá další bezejmenný přítok, se stáčí směrem k západu, kde souběžně s jeho korytem vede silnice III/36210 spojující Lhotu u Olešnice a Bolešín. U přírodní památky Dědkovo jej silnice přemosťuje, vlévá se do něj další bezejmenný přítok zprava a dále pokračuje hlubokým údolím jihozápadním směrem. Údolí tvoří zpočátku louky, brzy však přechází v les. Údolí, které je zároveň jižní hranicí obce Bolešín, je v tomto úseku hluboké a úzké, tudíž jej lesní cesta musí několikrát překonávat pomocí brodů. U obce Koroužné se opět otevírá, mění na louky a po překonání silnice II/387 se potok zleva vlévá v nadmořské výšce zhruba 360 m do Svratky.

## Fauna
Potok je lovištěm ledňáčka říčního.  V jeho blízkosti hnízdí skorec vodní, v roce 2009 bylo jedno z jeho hnízd pozorováno v blízkosti potoka v budce na katastru obce Koroužné.

## Geologie

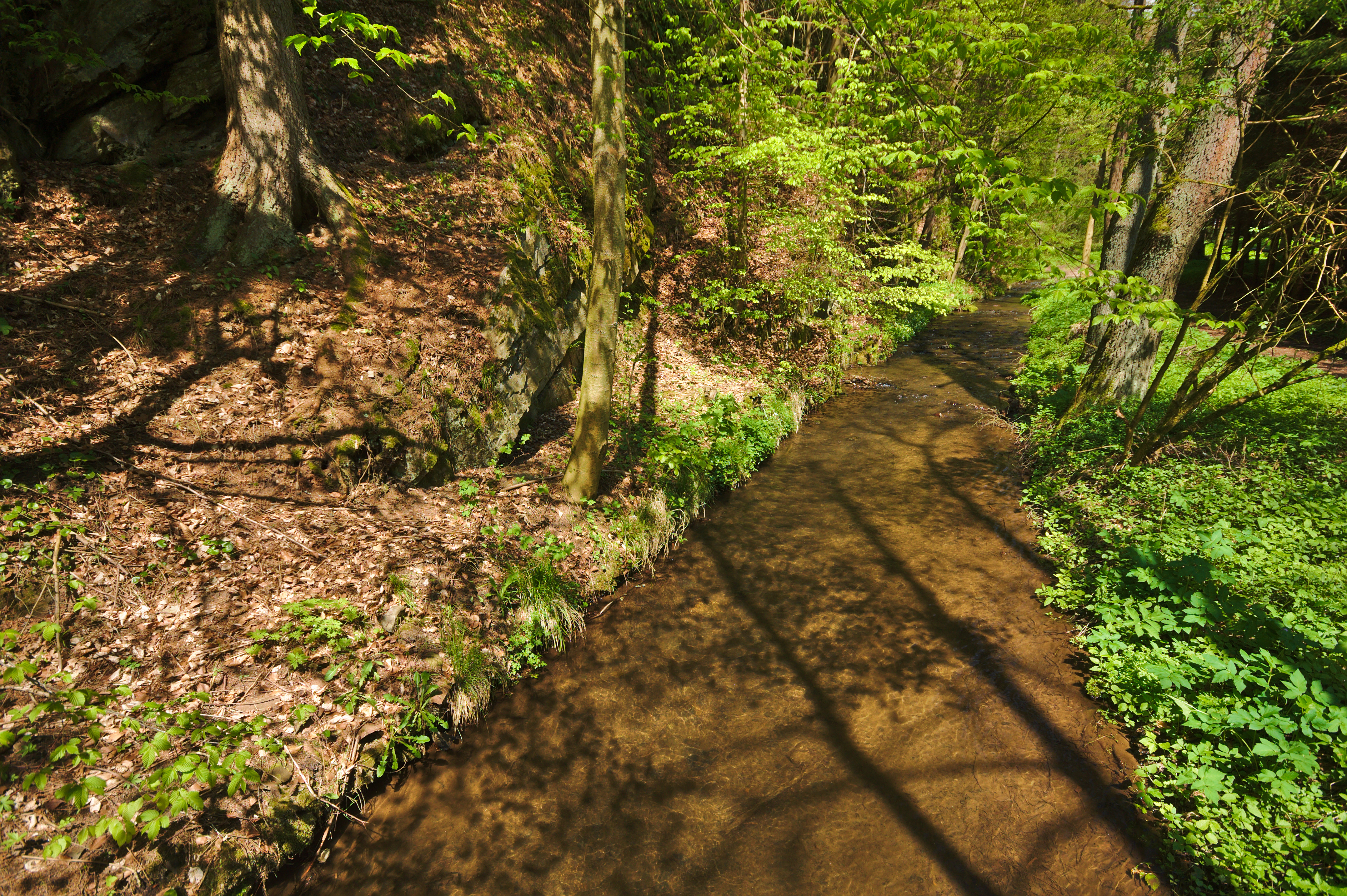
Mírné zbarvení potoka

Díky vysokému obsahu železa jsou koryto potoka i jeho voda zbarveny do červena.
V okolí Velkého Tresného ústí do potoka bez čištění voda z bývalých štol.

## Název
Jméno je odvozeno od názvu obce Malé Tresné, v jejíž blízkosti potok protéká.

## Heraldika
Modrá barva na vlajce a znaku obce Rovečné značí Tresenský potok.

## Fotogalerie

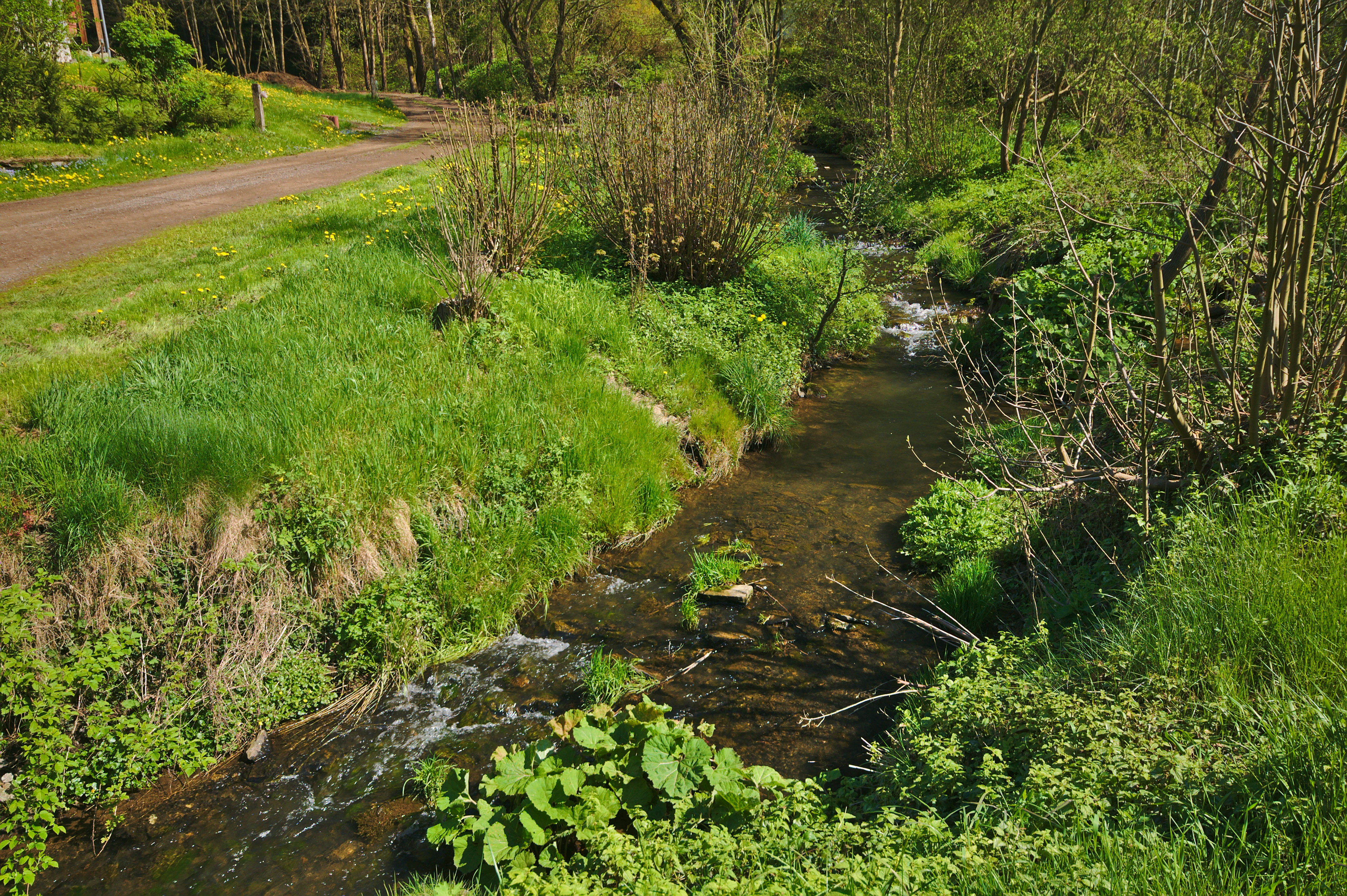
Tresenský potok ve Lhotě u Olešnice
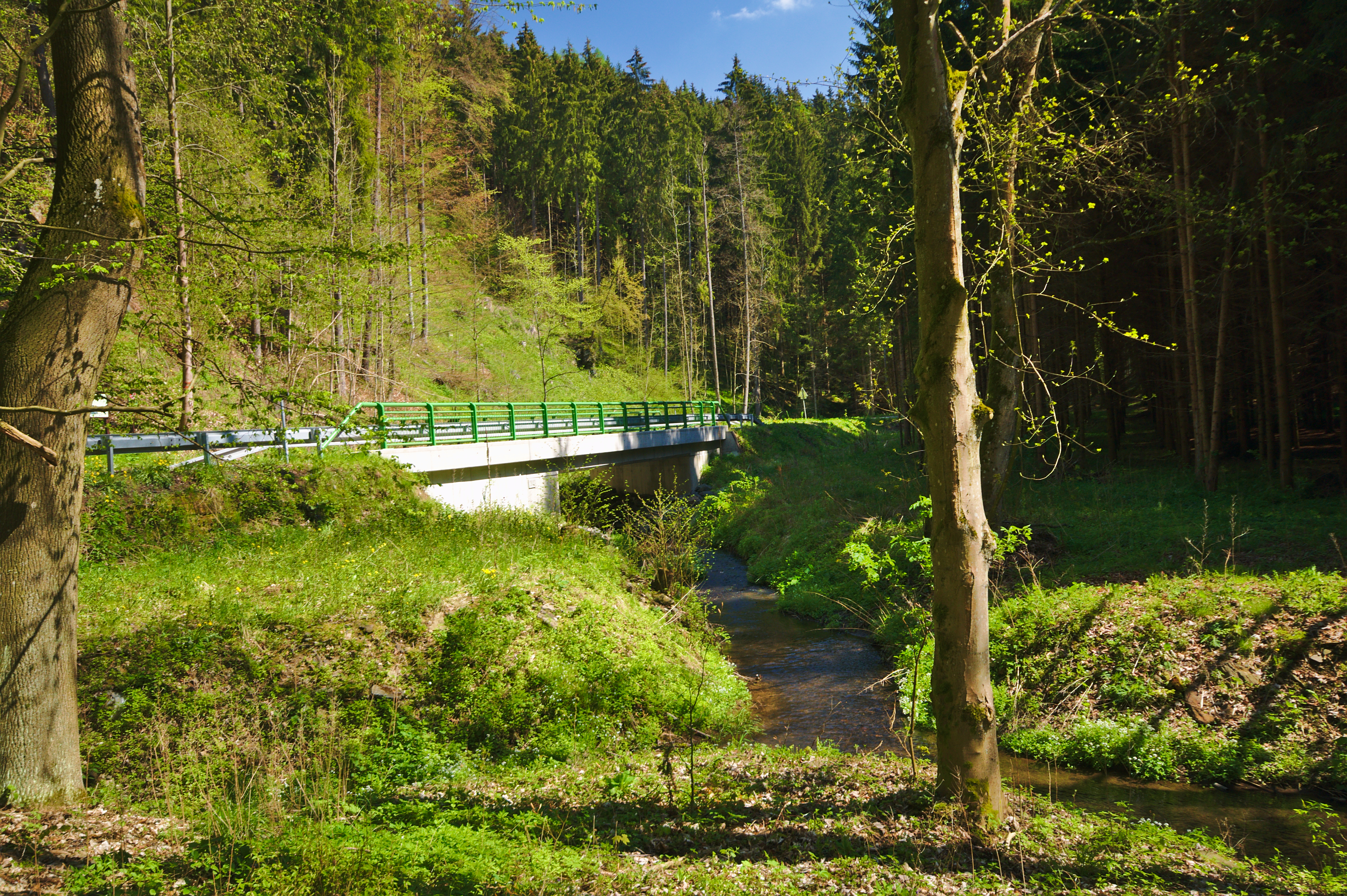
Tresenský potok u přírodní památky Dědkovo, potok je přemostěn silnicí 36210
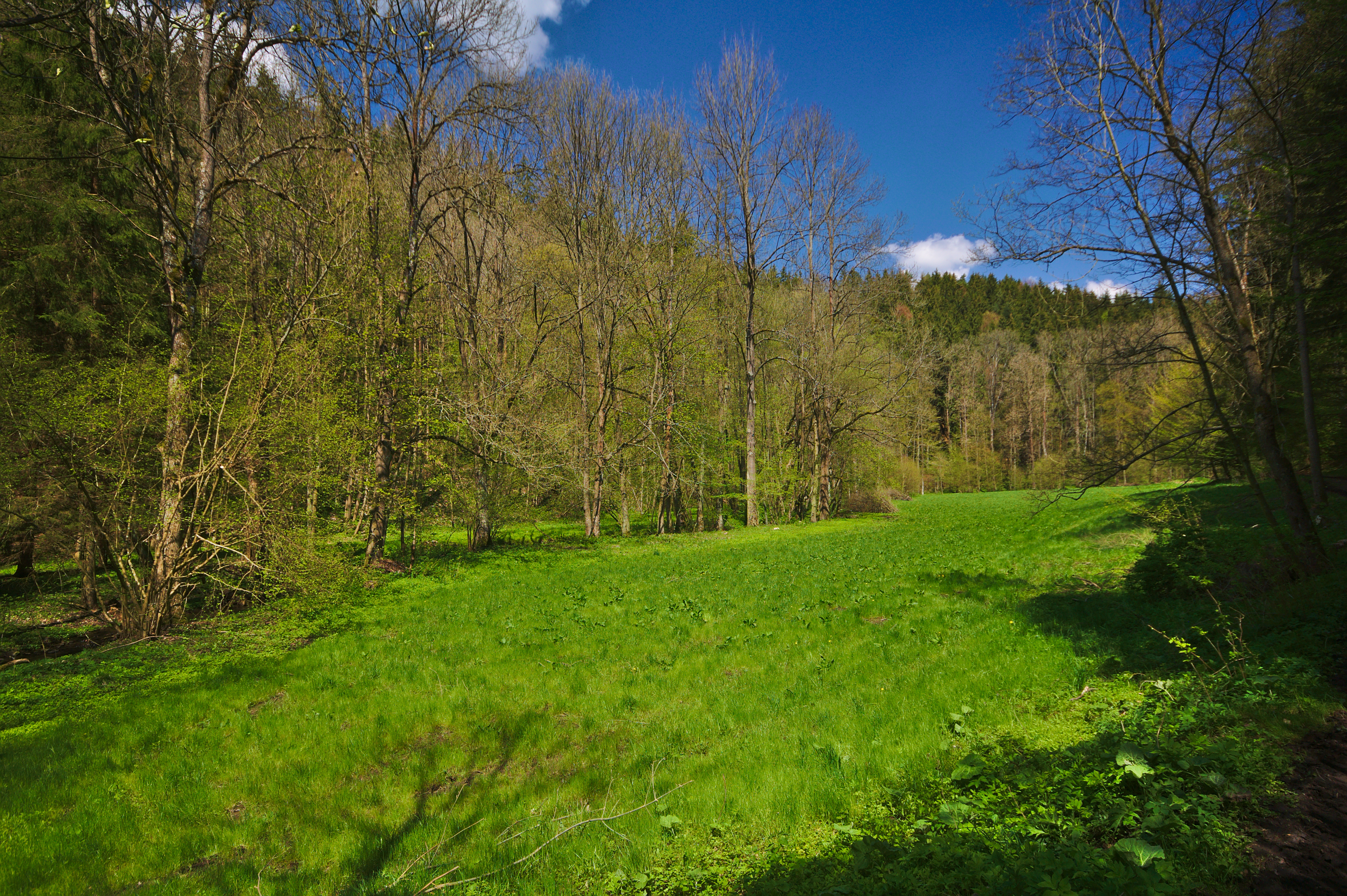
Údolí Tresenského potoka
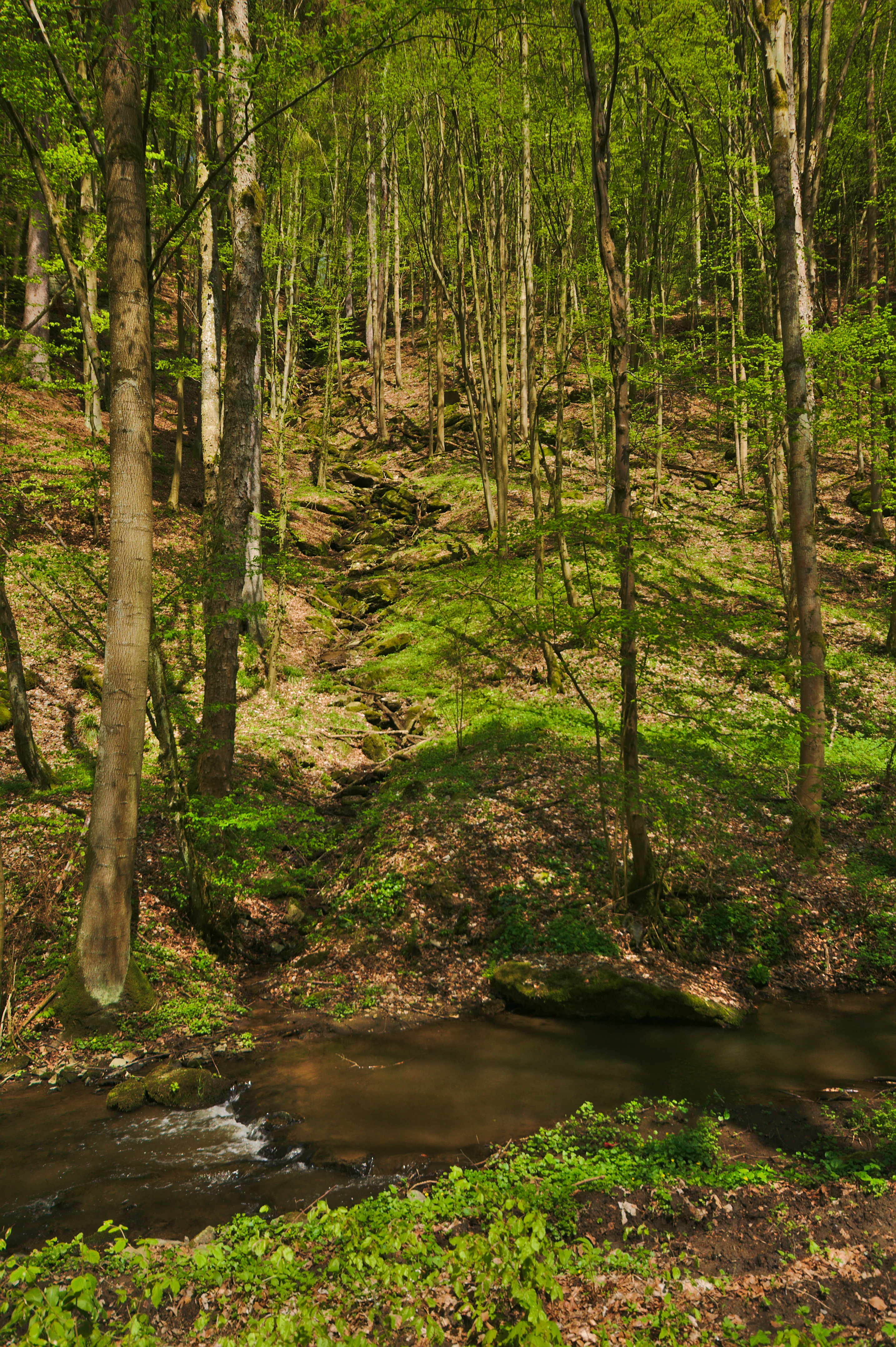
Bezejmenný pravostranný přítok
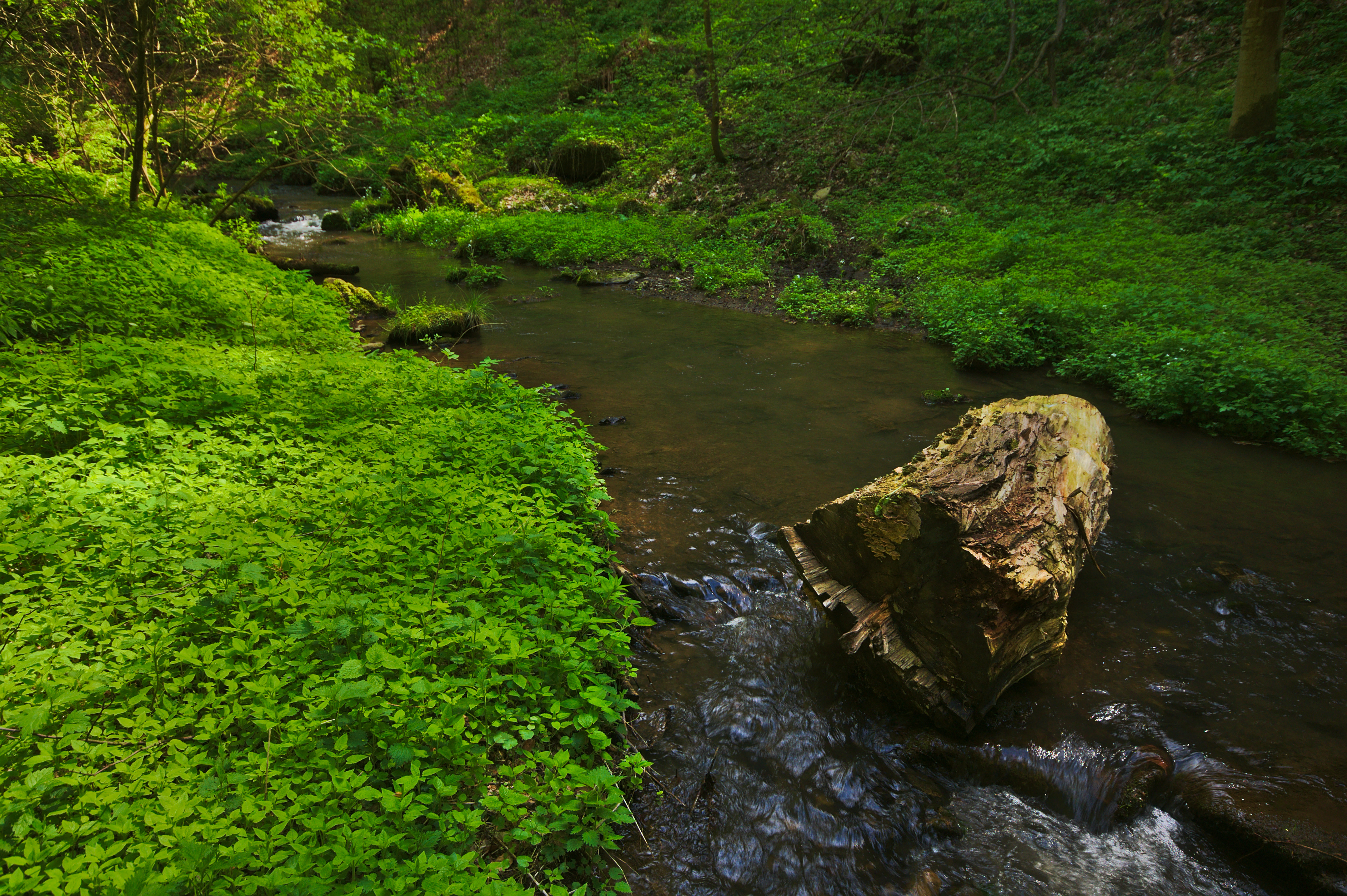
Odumřelé dřevo v korytě potoka
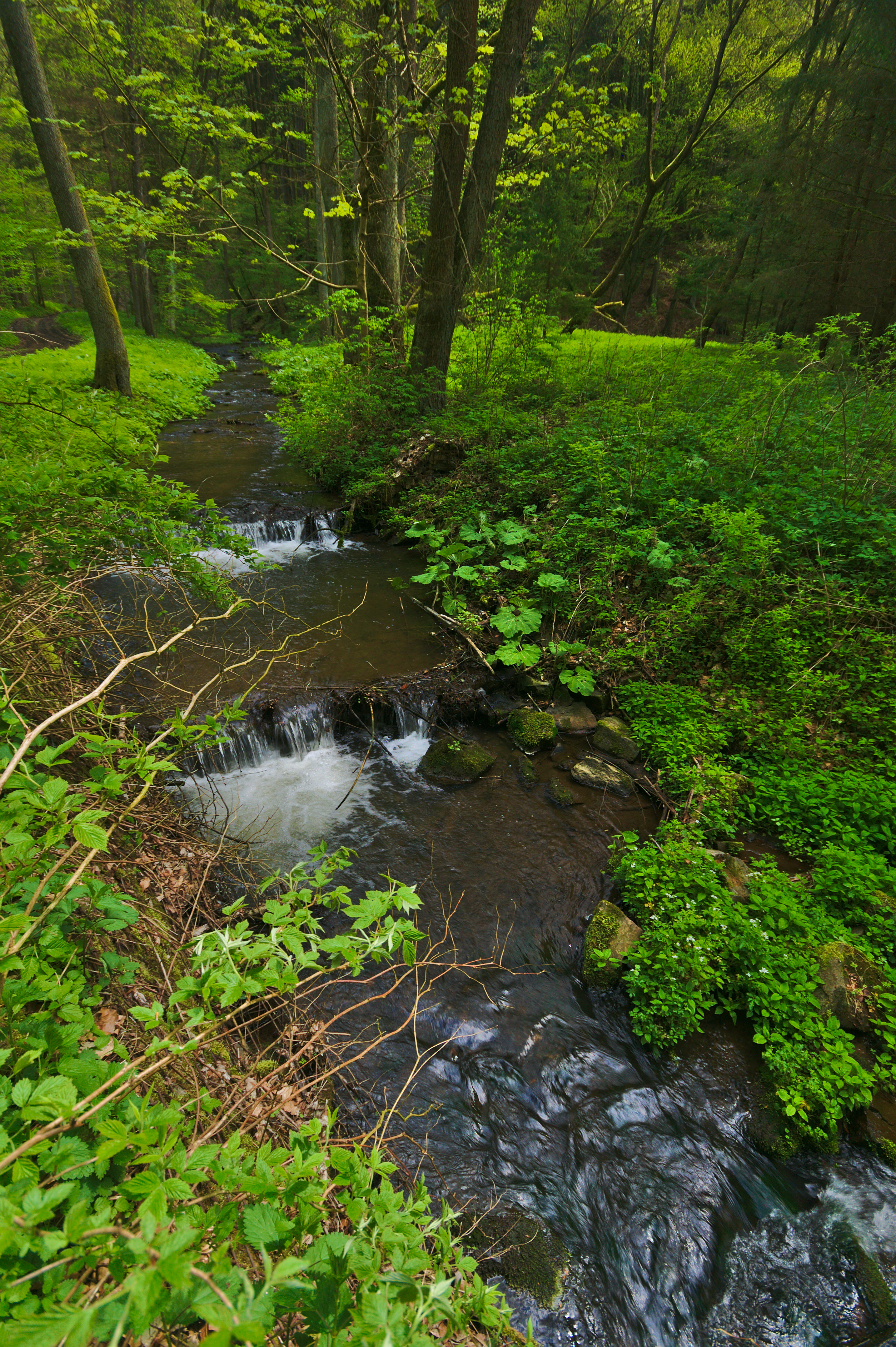
Kaskády na potoce
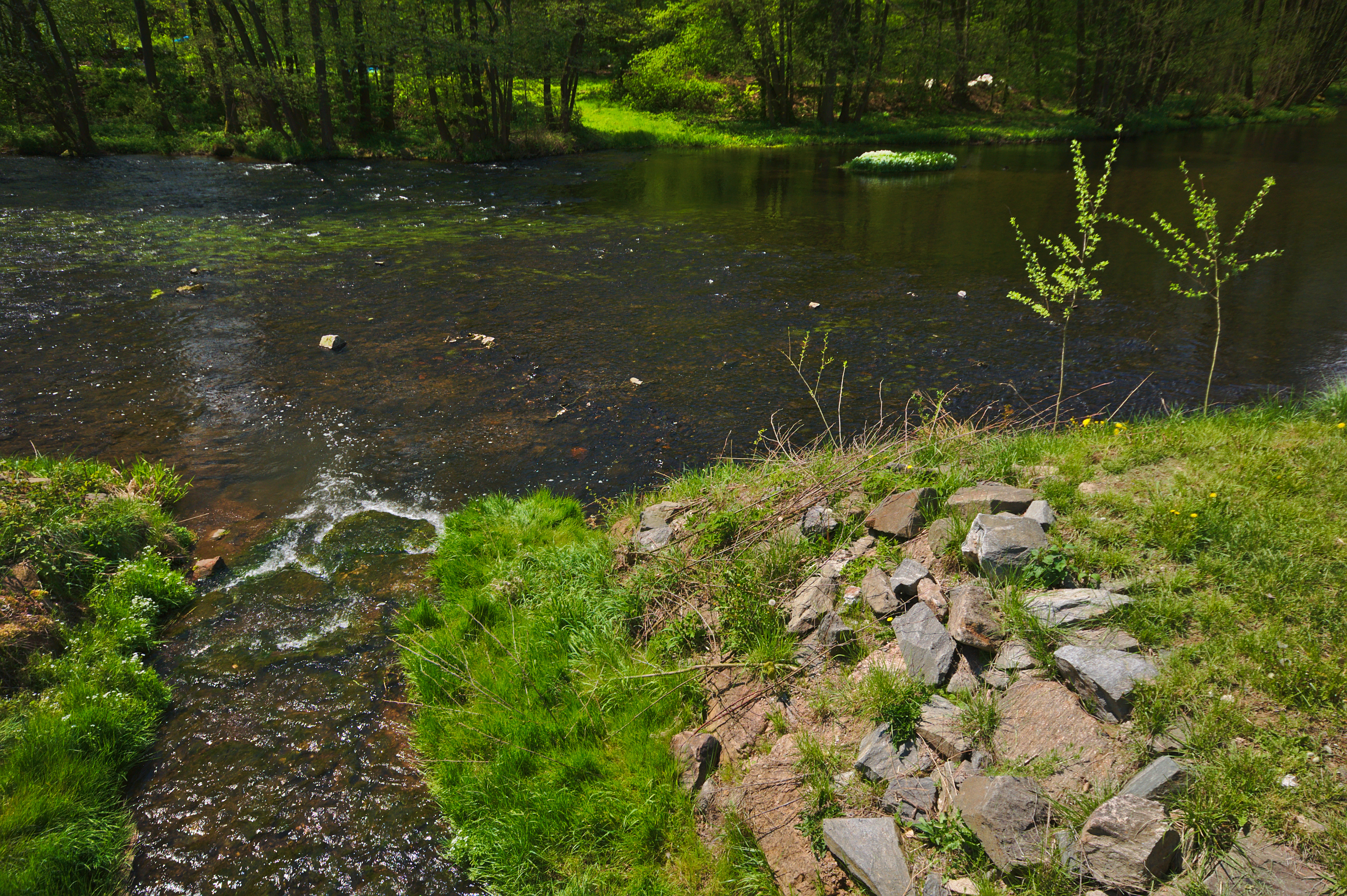
Ústí Tresenského potoka do Svratky